# Jersey
Jersey (ejtsd: dzsörzi, IPA: [ʤɜːzɪ])  a Jersey Bailiffség egyik szigete, a Csatorna-szigetek legnagyobb és legnépesebb tagja.

## Földrajz
A sziget a La Manche-csatornában, az észak-franciaországi Cotentin-félsziget nyugati partjainál fekszik. Legmagasabb pontja a Les Plantos (143 m). Jersey népszerűségét elsősorban napfényes strandjainak köszönheti.

## Gazdaság
Gazdasági életének alapjai a turizmus és a kereskedelem. Világhíres jó minőségű krumplijáról aminek termesztése a mezőgazdaság 80%-át jelenti. A sziget legtöbb bevétele  a nemzetközi pénzügyi szolgáltatásokból származik, az alacsony adók és a vámmentesség népszerűvé tette a befektetők számára. Az utóbbi években pedig a könnyűipari és az elektronikai ipart fejlesztették.

## Népesség
A sziget lakossága 105 ezer fő, angolok és franciák (normann leszármazottak). Kb. 40 ezer a vendégmunkás, akik főleg lengyelek és portugálok.
A szigeten az angol mellett a francia nyelvet is beszélik.

## Közlekedés
A Jersey-i repülőtér forgalmas légikikötő. A sziget útjainak hossza 570 km. Három kikötő található a szigeten.

## Állatkert
A szigeten található a Gerald Durrell által alapított, világhírű Jersey Zoo, melynek fenntartója a Wildlife Conservation Fund és a Durrell Alapítvány.